# 3677 Magnusson
3677 Magnusson (1984 QJ1) là một tiểu hành tinh vành đai chính được phát hiện ngày 31 tháng 8 năm 1984 bởi E. Bowell ở Flagstaff (AM).